# Mike Mussina
Michael Cole Mussina (Williamsport, 8 dicembre 1968) è un ex giocatore di baseball statunitense che ha giocato nel ruolo di lanciatore nella Major League Baseball (MLB). È stato introdotto nella National Baseball Hall of Fame nel 2019.

## Carriera
Mussina trascorse l'intera carriera nella American League East con i Baltimore Orioles (1991-2000) e i New York Yankees (2001-2008), facendo registrare almeno 11 vittorie in 17 stagioni consecutive, un record dell'American League, e una percentuale di vittorie del 63,8%. Tra i lanciatori figura al 33º posto di tutti i tempi in vittorie (270), 33º in gare come partente (535), 66º in inning lanciati (3.562,2), 19º in strikeout (2.813) e 23º in Wins Above Replacement (82.9). Fu convocato per cinque All-Star Game e per le sue prestazioni in difesa vinse sette Guanti d'oro. La consistenza di Mussina gli permise di piazzarsi tra i migliori cinque nella classifica del Cy Young Award per sei volte in carriera. Nei playoff ebbe un record di 7–8 e una media PGL di 3.40 , con 142 strikeout in 22 partite. La sua migliore annata fu nel 1997 con gli Orioles quando in 4 gare ebbe un bilancio di 2–0 e 1.24 ERA di media PGL. Degno di nota il fatto che per due volte batté la stella dei Seattle Mariners Randy Johnson durante le American League Division Series quell'anno.

## Palmarès
- MLB All-Star: 5

1992–1994, 1997, 1999
- Guanti d'oro: 7

1996–1999, 2001, 2003, 2008
- Leader della MLB in vittorie: 1

1995